# معجزه کوچک
معجزه کوچک (به انگلیسی: Small Wonder) نام سریال کمدی و علمی-تخیلی آمریکایی است که رسماً (۷ سپتامبر ۱۹۸۵ تا ۲۰ مه ۱۹۸۹) به نمایش درآمد. داستان پیرامون یک مهندس رباتیک است که پس از به‌وجود آوردن مخفیانه مدل ربات، به یک دختر بچه واقعی، تلاش می‌کند آن را به عنوان دختر خود پیرامون اطرافین خود بقبولاند. هر چند این سریال تحت تولیدات شبکه «مترو مدیا» ساخته شده است، اما حق کپی‌رایت ان را «کمپانی فاکس قرن ۲۰» در سال ۱۹۸۶ به‌دست آورد. 
این سریال در ایران در شبکه‌ی ماهواره‌ای فارسی‌وان به نمایش در آمد.